# 伊夫科維蒂察河
伊夫科維蒂察河（烏克蘭語：Івковитиця）是烏克蘭的河流，位於該國中北部基輔州，發源自斯特里蒂夫卡以西2公里，河口處在特里皮利亞以南。